# ピーター・セテラ

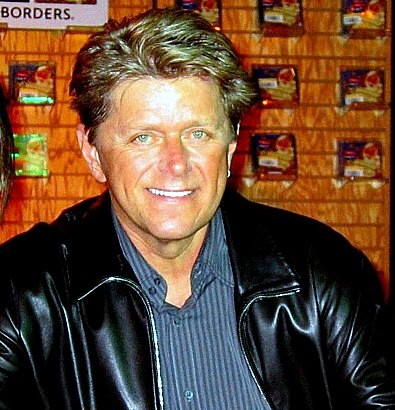
ピーター・セテラ（2004年）

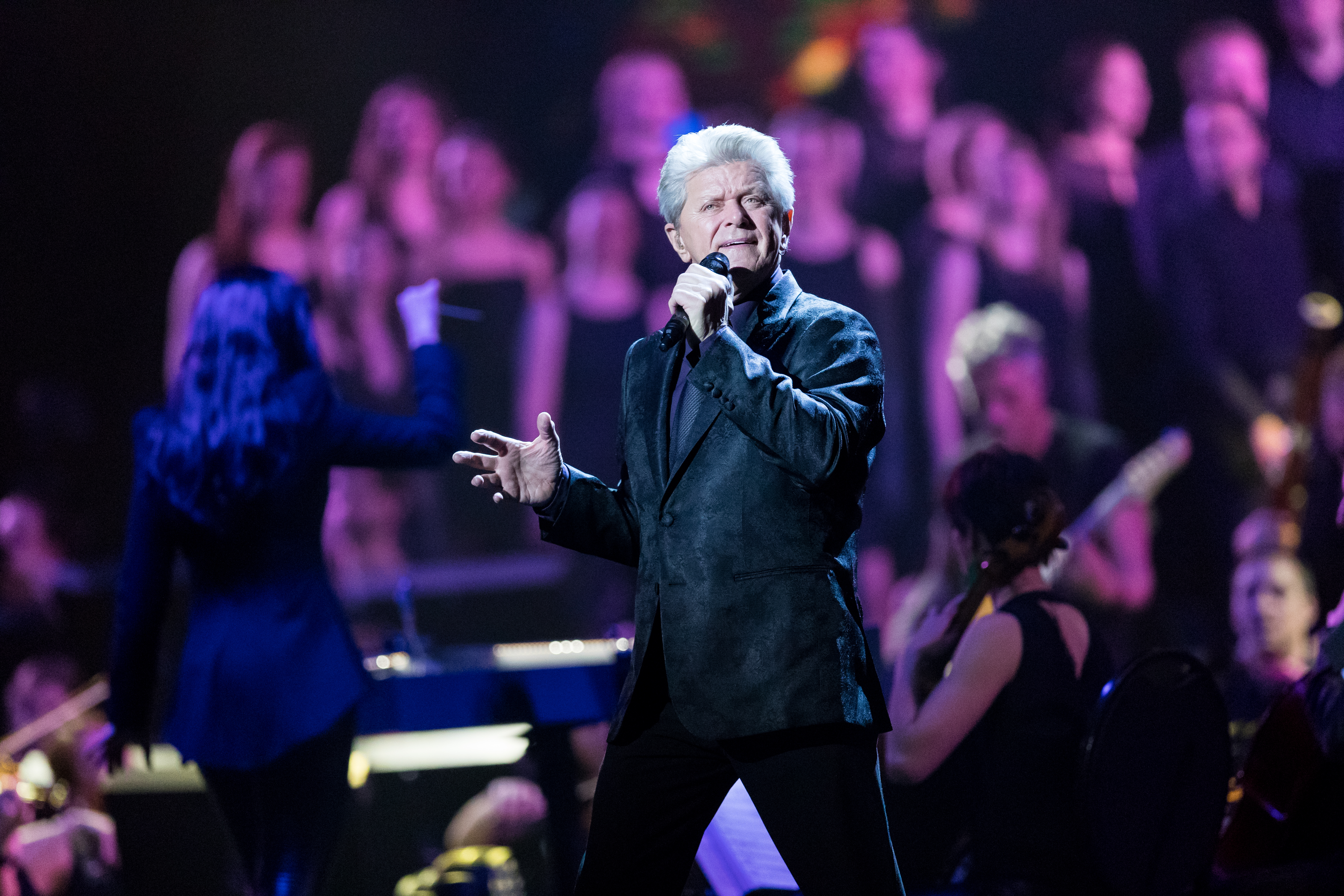
ピーター・セテラ（2017年）

ピーター・セテラ（Peter Cetera、1944年9月13日 - ）は、アメリカ合衆国のミュージシャン。ロック/ブラス・ロック・バンド、シカゴの元ボーカリスト。シカゴ時代だけでなくソロ活動としても成功を収めた。イリノイ州シカゴ出身。

## 略歴
アメリカ、イリノイ州シカゴでポーランド系移民の両親のもとに産まれる（ポーランド語による名前はピョートル・ツェテラ = Piotr Ceteraとなった）。敬虔なカトリック教徒としての教育を受け、幼少より教会で合唱、ポーランド人会でアコーディオンとギターを習った。彼の述懐によれば、高校時代に一年間、司祭予備神学校に通ったのは、母親がピーターには司祭になってほしいという希望を持っていたからだという。
1967年、シカゴの前身となるバンド、ザ・ビッグ・シングにボーカリスト兼ベーシストとして加入。彼はロバート・ラムやテリー・キャスと共に、バンドの中心メンバーとなった。シカゴは1969年にデビュー・アルバムを発表した。ピーターは「長い夜」などのヒット曲のメインボーカルを務めた。シカゴはブラス・ロック・バンドとして、「ビギニングズ」「クエスチョンズ67&68」「ぼくらに微笑みを」「サタディ・イン・ザ・パーク」「ダイアログ」「俺たちのアメリカ」「君とふたりで」など、ヒット曲を連発した。またアメリカン・リベラルのロック・バンドの代表的存在として、ベトナム戦争反対や民主党リベラルを支持した。だが、1974年ごろから音楽性が変化し、「遥かなる愛の夜明け」は不評だった。1975年には一時的にブラス・ロック・サウンドを復活させ、「拝啓トルーマン大統領」「追憶の日々」をヒットさせたが、1976年以降のシカゴは、AOR/アダルト・コンテンポラリーのバンドに変質していった。
1980年のアルバムは、シカゴのLP売り上げとして、過去最低となった。いよいよシカゴの人気はどん底に落ち込んでしまったのである。シカゴ在籍中の1981年に、セテラは初のソロアルバムを発表するが、当時はシカゴの低迷期でもあり、さほど話題にもならなかった。ところが翌1982年、レコード会社を移籍したシカゴは楽曲監督としてデイヴィッド・フォスターを迎え、キーボード奏者のロバート・ラムに代わってピーターがそれまでより積極的に作詞作曲に参加。アルバム『シカゴ16』をビッグヒットさせる。「素直になれなくて」は全米1位を記録した。
1984年のアルバム『シカゴ17』も引き続き合州国700万枚の商業的成功を収めたが、ブラス・ロック時代に比べて、音楽評論家、音楽メディアの評価は低かった。1985年、セテラはソロシンガーとして成功する自信を深めシカゴを脱退した。メインボーカリストであった彼は、シカゴがそれまで行っていた頻繁なツアーは、体力的な負担が大きすぎると感じ、個人の自由時間を欲しいと訴えたが、他のメンバーは否定的だった。。脱退の真相については、彼がバンド活動とソロ活動を同時に行なわない確約を含んだ契約書面への署名を迫られ、それを「セテラが拒否したため」であることを、本人が言明している。1987年のピープル誌のインタビューでセテラは「バンド・メンバーとの別れは良好ではなかったが、最悪ではなかった」と語っている。
1985年に、映画『ベスト・キッド2』の主題歌「グローリー・オブ・ラヴ」、翌1986年にはエイミー・グラントとのデュエット曲「next time」がそれぞれ全米1位の大ヒットを記録。両曲を収録した、アルバム『ソリテュード〜ソリティア』もベストセラーとなった。
1987年、「STAY WITH ME」（ボビー・コールドウェルが提供）が日本映画『竹取物語』の主題歌となり、日本のオリコン洋楽シングルチャートで1987年10月12日付から4週連続1位を獲得。1988年には「one good woman」が全米4位に、1989年にはシェールとのコラボレーション曲「アフター・オール」も全米6位となった。
なお、ピーター脱退後のシカゴは、彼によく似た声質のジェイソン・シェフを新しいボーカリストに迎えた。ピーターは21世紀になってからも、シカゴのことについては語りたがらず、自身のベストアルバムでもシカゴ時代の曲は再録を収録している。
2009年12月13日、15日、17日の3日間、東京駅前のコットンクラブでシカゴ脱退後初めての日本公演を行った。2010年10月にはデイヴィッド・フォスター&フレンズの一員として再来日し、「素直になれなくて」など共作したシカゴの曲を数曲演奏した他、フジテレビの『情報プレゼンター とくダネ!』にも生出演し、デイヴィッド・フォスターのピアノ伴奏で「素直になれなくて」を歌唱している。2012年1月には東京・名古屋公演が行われた。2012年11月12日にはデイヴィッド・フォスター&フレンズの一員として東京国際フォーラムで公演を行い、「素直になれなくて」や「グローリー・オブ・ラヴ」など自身のヒット曲を歌唱した。
2016年、シカゴのロックの殿堂入りの際に再結成の話し合いも進んでいたとされるが、いくつかの理由でバンド側との話し合いが決裂し、最終的にはパフォーマンスにもパーティーにも出席せず、アイスホッケーの試合を見に行っていたとされる。そのいくつかの理由においては、ピーターが今の自分のバンドの曲を演奏したがっていたこと、ヒット曲「長い夜」のキーをAからEに下げたがっていた（ブラスがあるためこのような大きなキーチェンジは難しかった）ことが、キーボード担当のロバート・ラムの『ローリング・ストーン』誌でのインタビューでわかっている。
最近では数年ぶりにベースを持ち「アイム・ア・マン」や「愛の絆」などシカゴの曲を披露しているがキーは下げている。近年のライブでのシカゴの曲は増えている。

## ディスコグラフィ

### スタジオ・アルバム
- 『夢のライムライト』 - Peter Cetera (1981年) ※旧邦題『ピーター・セテラ』
- 『ソリテュード〜ソリティア』 - Solitude/Solitaire (1986年) #23 US
- 『ワン・モア・ストーリー』 - One More Story (1988年)
- 『ワールド・フォーリング・ダウン』 - World Falling Down (1992年)
- 『ワン・クリア・ヴォイス』 - One Clear Voice (1995年)
- 『アナザー・パーフェクト・ワールド』 - Another Perfect World (2001年)
- You Just Gotta Love Christmas (2004年)

### コンピレーション・アルバム
- 『愛ある別れ - ピーター・セテラ・ベスト・コレクション』 - You're the Inspiration: A Collection (1997年)
- The Very Best of Peter Cetera (2017年)[5]

### シングル
- "Livin' in the Limelight" (1981年)
- "en:Hold Me 'Til the Mornin' Comes" (1983年) ※with ポール・アンカ
- 「グローリー・オブ・ラヴ」 - "Glory of Love" (1986年)
- 「ネクスト・タイム」 - "The Next Time I Fall" (1986年) ※with エイミー・グラント
- "en:I Wasn't the One (Who Said Goodbye)" (1987年) ※with アグネタ・フォルツコグ（元ABBA）
- 「ビッグ・ミステイク」 - "Big Mistake" (1987年)
- 「愛だけが証し」 - "Only Love Knows Why" (1987年)
- 「STAY WITH ME」 - "Stay With Me" (1987年) ※映画『竹取物語』主題歌
- 「ワン・グッド・ウーマン」 - "One Good Woman" (1988年)
- "Best of Times" (1988年)
- "You Never Listen to Me" (1988年)
- 「アフター・オール」 - "After All (Love Theme From Chances Are)" (1989年) ※with シェール
- "Restless Heart" (1992年)
- "Feels Like Heaven" (1993年) ※with チャカ・カーン
- "Even a Fool Can See" (1995年)
- 「フォーエヴァー・トゥナイト」 - "(I Wanna Take) Forever Tonight" (1995年) ※with クリスタル・バーナード
- "One Clear Voice" (1996年)
- "Faithfully" (1996年)
- "You're the Inspiration" (1997年)
- "Do You Love Me That Much" (1997年)
- "She Doesn't Need Me Anymore" (1998年)
- "Perfect World" (2001年)
- "You Just Gotta Love Christmas" (2005年)
- "Silent Night" (2005年)
- "Something That Santa Claus Left Behind" (2005年)